# لاوتر، زاکسن
شهر لاوتر/زاکسن (به آلمانی: Lauter/Sa.) در ایالت زاکسن در کشور آلمان واقع شده‌است.